# Haasdonk
Haasdonk, en français Haesdonck est une section de la commune belge de Beveren-Kruibeke-Zwijndrecht située en Région flamande dans la province de Flandre-Orientale. C'était une commune à part entière avant la fusion des communes de 1977.

## Démographie

### Évolution démographique
- Sources : INS, Rem. : 1831 jusqu'en 1970 = recensements, 1976 = nombre d'habitants au 31 décembre[2].

## Histoire
| Appartenances historiques                 |
| ----------------------------------------- |
| Comté de Flandre (Période médiévale-1384) |
| Pays-Bas Bourguignons (1384-1482)         |
| Pays-Bas des Habsbourg (1482-1585)        |
| Pays-Bas Espagnols (1585-1713)            |
| Pays-Bas autrichiens (1714-1795)          |
| Première République (1795-1804)           |
| Empire français (1804-1815)               |
| Royaume uni des Pays-Bas (1815-1830)      |
| Royaume de Belgique (1830-1914)           |
| Occupation allemande (1914-1918)          |
| Royaume de Belgique (1918-1940)           |
| Occupation allemande (1940-1944)          |
| Royaume de Belgique (1944-présent)        |

Dans l'Antiquité, les villages et villes voisins de Burght, Basèle et Anvers apparaissaient déjà sur des cartes des voies romaines, au temps de la Gaule Belgique.
Cela a permis au village de se développer puisqu'il était le long d'une route militaire romaine, à une journée de marche de Gand.

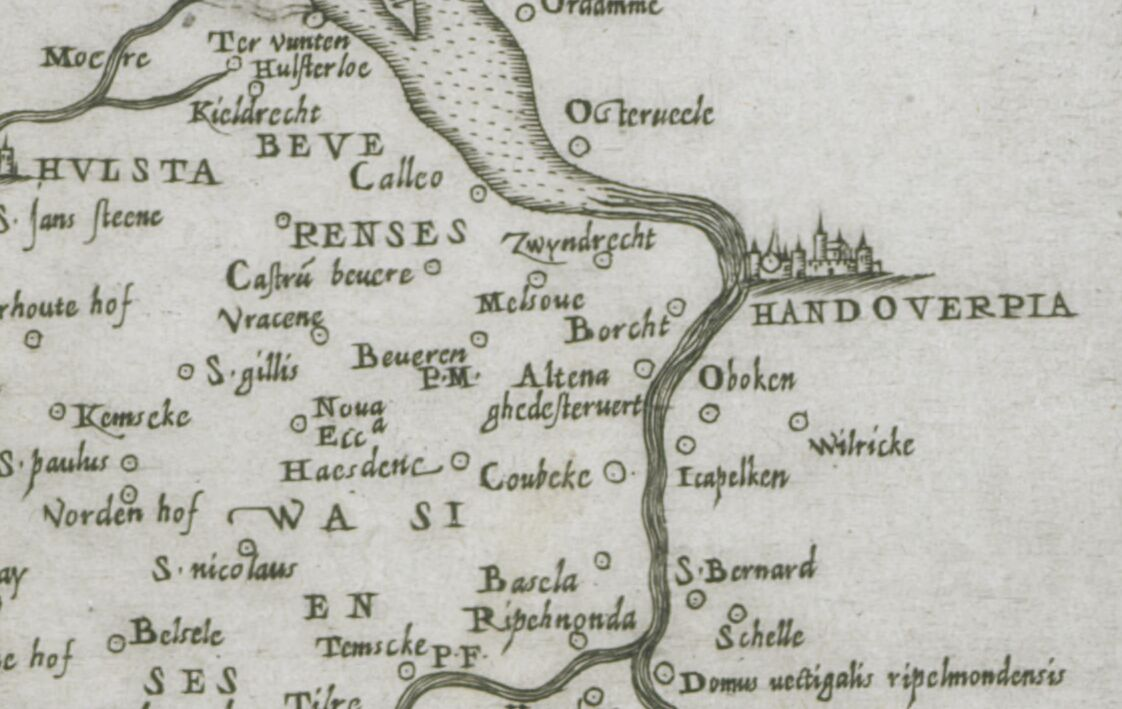
Haasdonk (Haesdenc) sur une carte du XVIe siècle.

Le village d'Haasdonk apparaît pour la première fois sur des cartes au XVIe siècle, sous le nom de Haesdenc, mais sa mention la plus ancienne remonte à 1150, année où Haasdonk se sépare de sa paroisse mère Melsele. Sous la République française, cette commune devient le siège d'un canton administratif dont le commissaire, Jan Benedict de Kever (1765-1834) est redouté et détesté. 

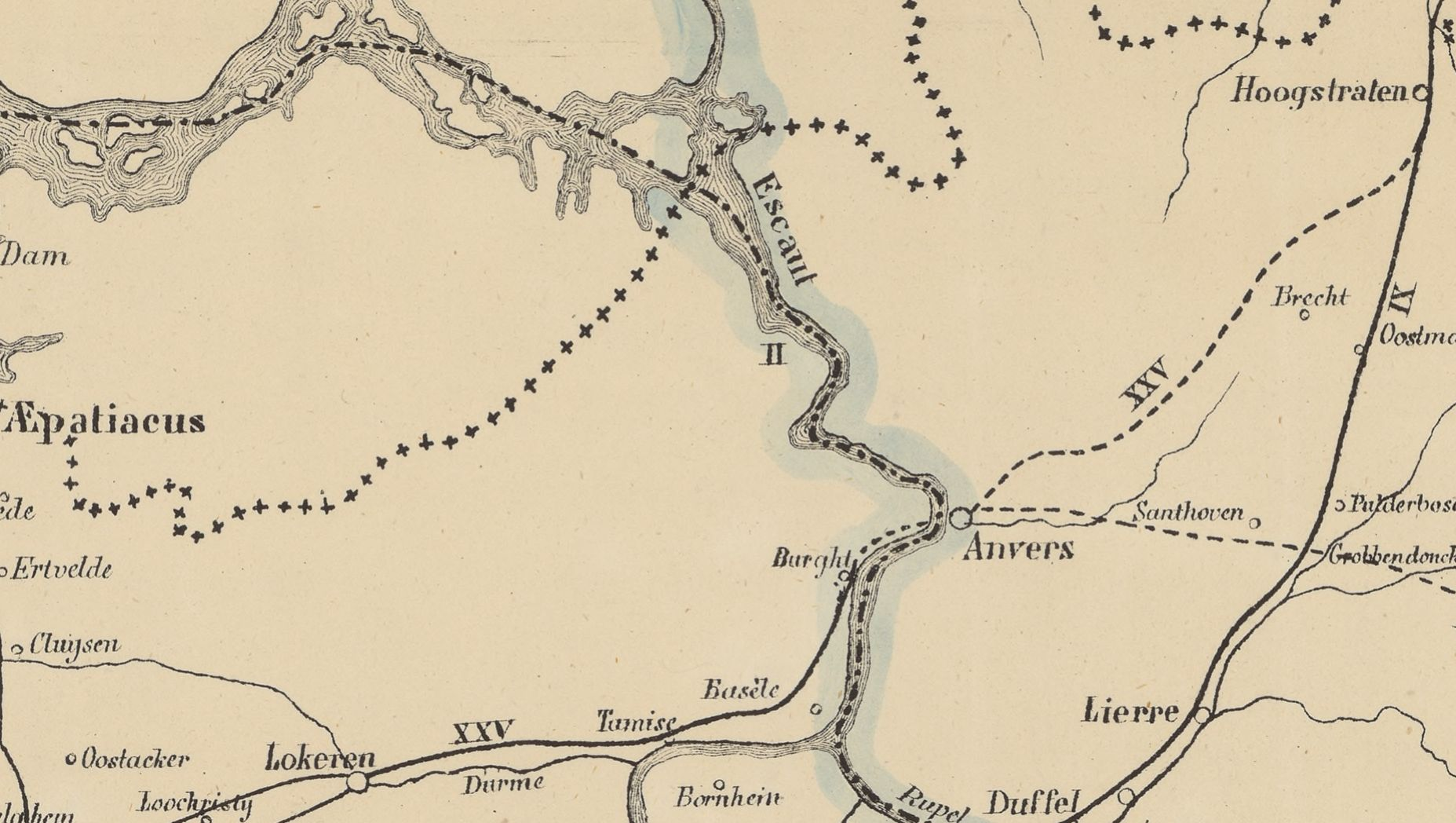
Carte de la Gaule Belgique

À la fin du XVIIIe siècle, Haasdonk joua un rôle important en tant que capitale cantonale pendant la guerre des Boers dans le Waasland. Un soulèvement eut lieu et Jean Baptist Tassijns fut fusillé par l'armée française dans les bois de Haasdonk. Chaque année en octobre une illumination de guerre paysanne est organisée avec plusieurs milliers de bougies chauffe-plat. Il existe encore un site commémoratif dans le même bois de Haasdonk. De cette manière, les années turbulentes de la guerre des Boers sont honorées.
Au début du XIXe siècle, Haasdonk cultivait principalement du seigle, du blé, de l'orge, de l'avoine, des haricots, des pois, des pommes de terre et du lin. Un agriculteur gagnait alors 1,09 Francs.

Évolution d'Haasdonk.

À partir de 1873, des cartes plus précises des Flandres sont établies. La comparaison de celles-ci avec des cartes plus récentes permet facilement de constater le développement et l'élargissement du village.
La construction du Fort Van Haasdonk débuta en 1908, et fut achevée en juillet 1913. Il faisait partie de la ligne de défense d'Anvers. Le fort n'a pas été utilisé lors des deux guerres mondiales. En 1944, les Allemands y installèrent des canons anti-aériens, puis après la libération de la Belgique d'abri contre les missiles V1, avant de servir comme stockage après la guerre.

### Périodes sombres
Haasdonk a également connu des périodes sombres, pendant les guerres de Religion, la Furie Espagnole et la guerre des Boers. Les mendiants étaient très nombreux en 1566. En 1576, l'église fut incendiée. En 1579, le pasteur Willem van Doornijck n'est plus autorisé à exercer sa charge sous peine d'être pendu au gibet. Un instituteur réformiste et prédicateur, Jan de Roy, y séjourna de 1581 à 1583.
Pendant la révolution brabançonne, un corps de volontaires de 117 hommes dirigé par Jan Benedict Hemelaer s'installe à Gand. Haasdonk est devenue la capitale du canton sous les Français. En 1798, les hommes âgés de 20 à 25 ans doivent être mis sous les armes. Cela a conduit à des émeutes à Haasdonk. L'arbre de la liberté a été abattu, le tocsin a sonné. Le 18 octobre 1798, les gendarmes français ont assassiné 12 personnes. C'était un acte de revanche car les fermiers rebelles avaient déjà quitté Haasdonk. La même année, les cloches ont également été volées.

## Toponymie
Haasdonk devint sa propre paroisse en 1150, et son premier nom fut Havexdunk, devenu plus tard Havekesdunc, Avesdonc, Havesdunc (1208), Hasendonc, Hosdonc, Havesdonc, Havikdonc (1306), Havesdonc, Hainxdonc (1383), Haefsdonc (1400), Haesdonck et enfin Haasdonk. La déclaration de nom était en général incertaine.

## Patrimoine

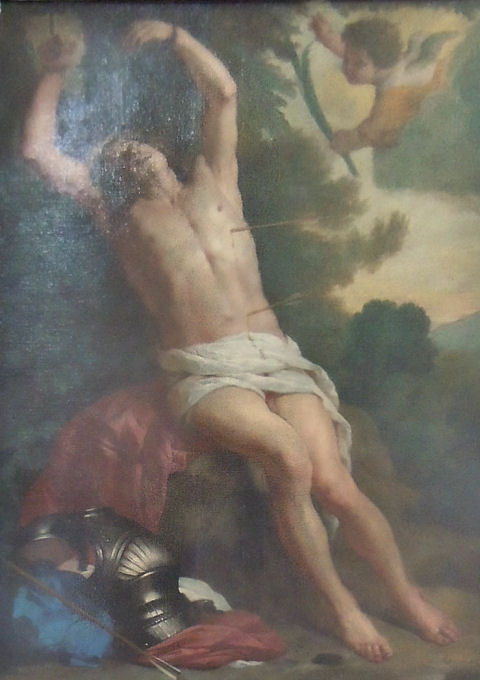
De Craeyer : saint Sébastien

L'église Saint-Jacques, de style néogothique, contient quelques tableaux anciens, comme celui de Craeyer. Une partie de l'église fut ornée grâce à des donations par la famille Versmessen, qui habitait le château de Ter Saxe.